# گواردیالفیرا
گواردیالفیرا (به ایتالیایی: Guardialfiera) یک کومونه در ایتالیا است که در استان کامپوباسو واقع شده‌است.

## خصوصیات
گواردیالفیرا ۴۳٫۲ کیلومترمربع مساحت و ۱٬۱۸۵ نفر جمعیت دارد.

## نگارخانه

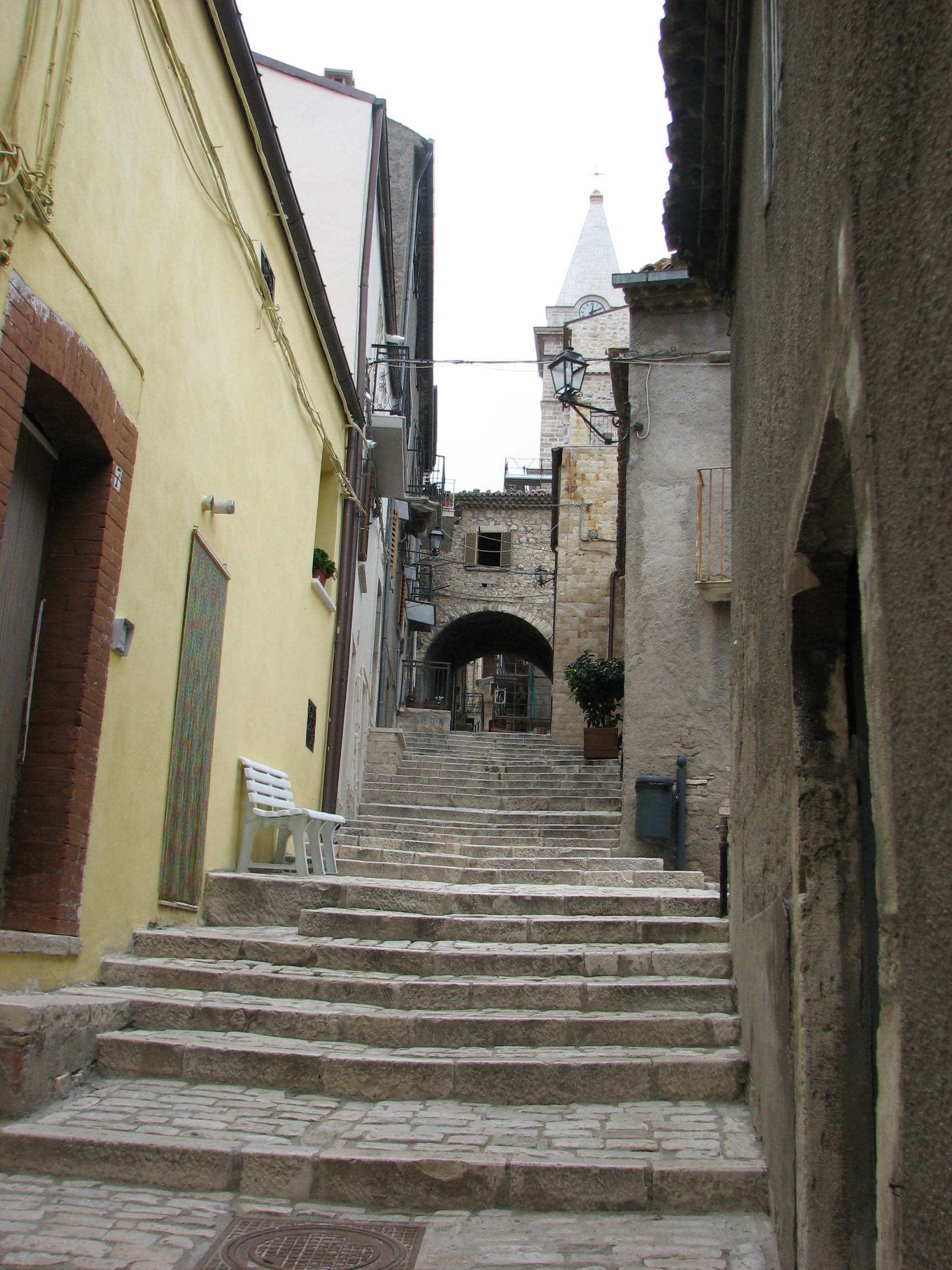
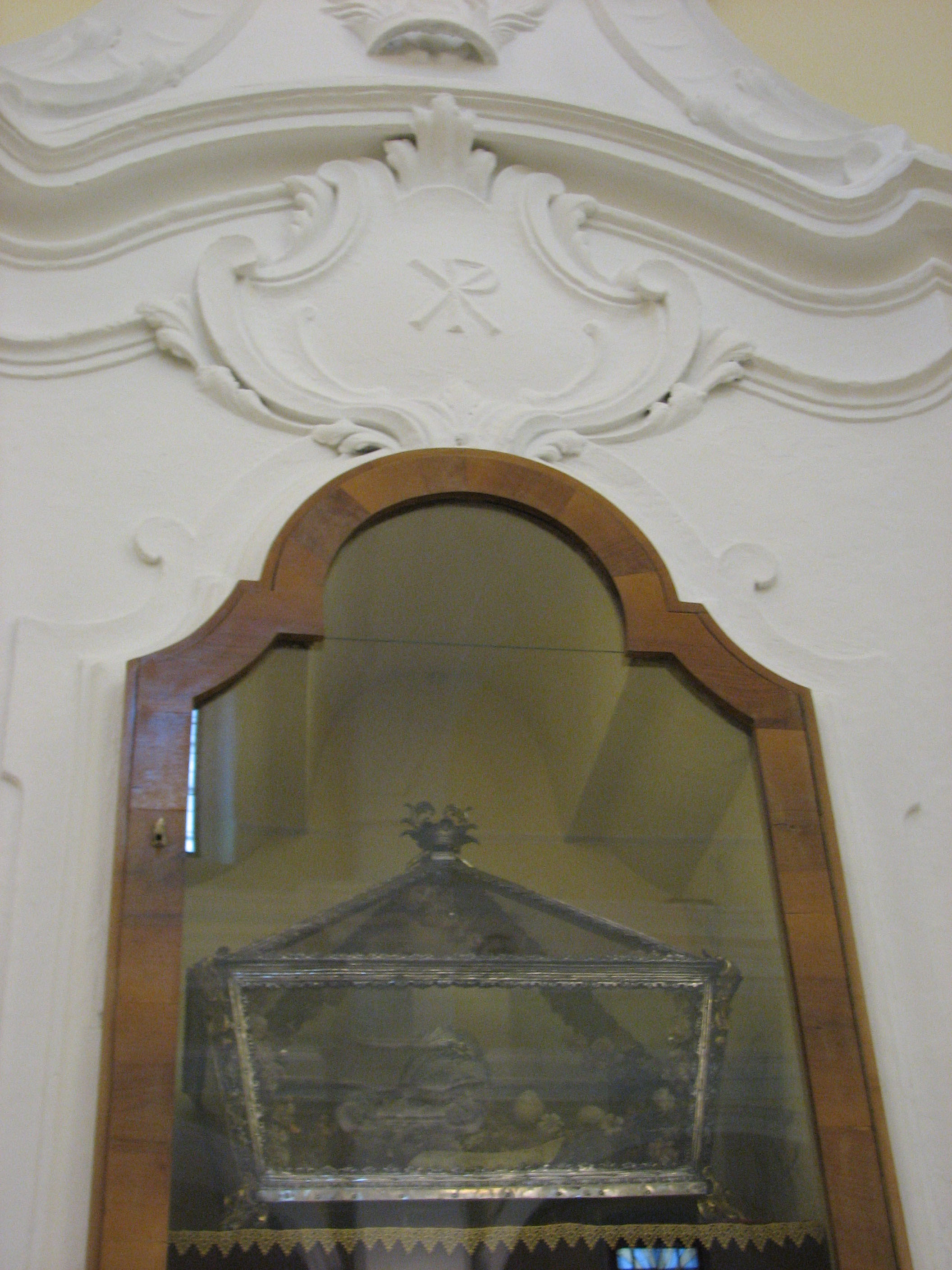
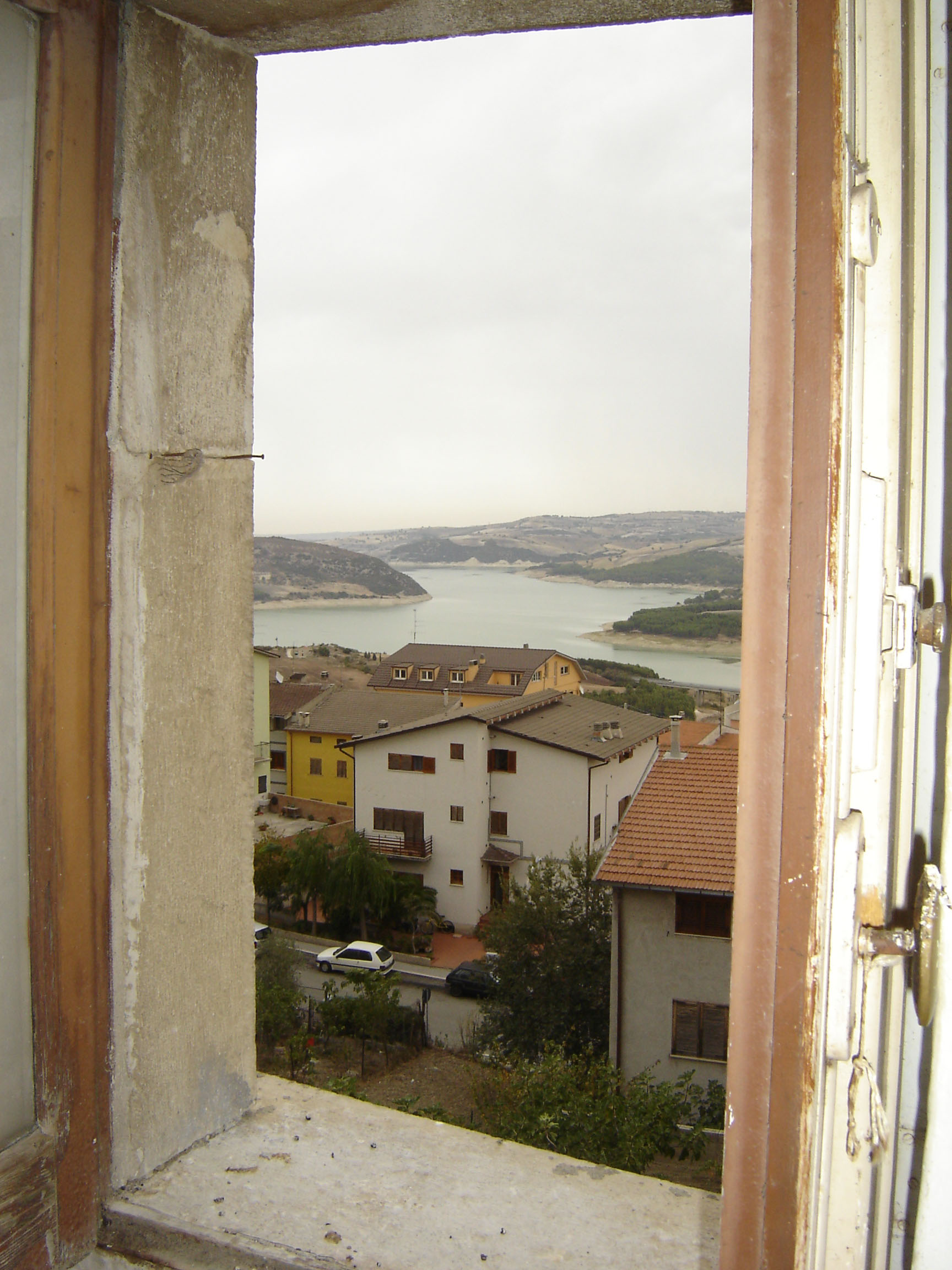
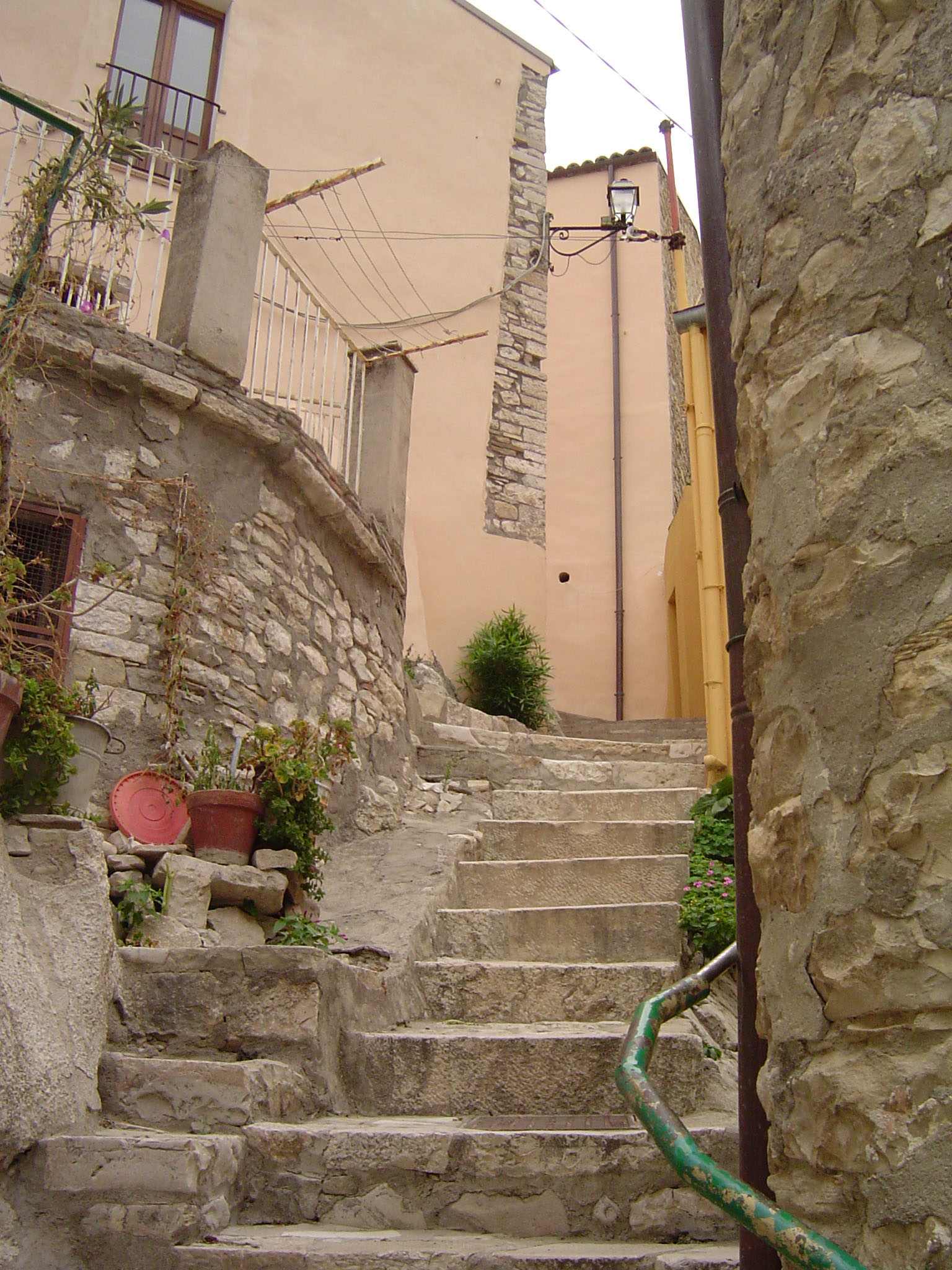
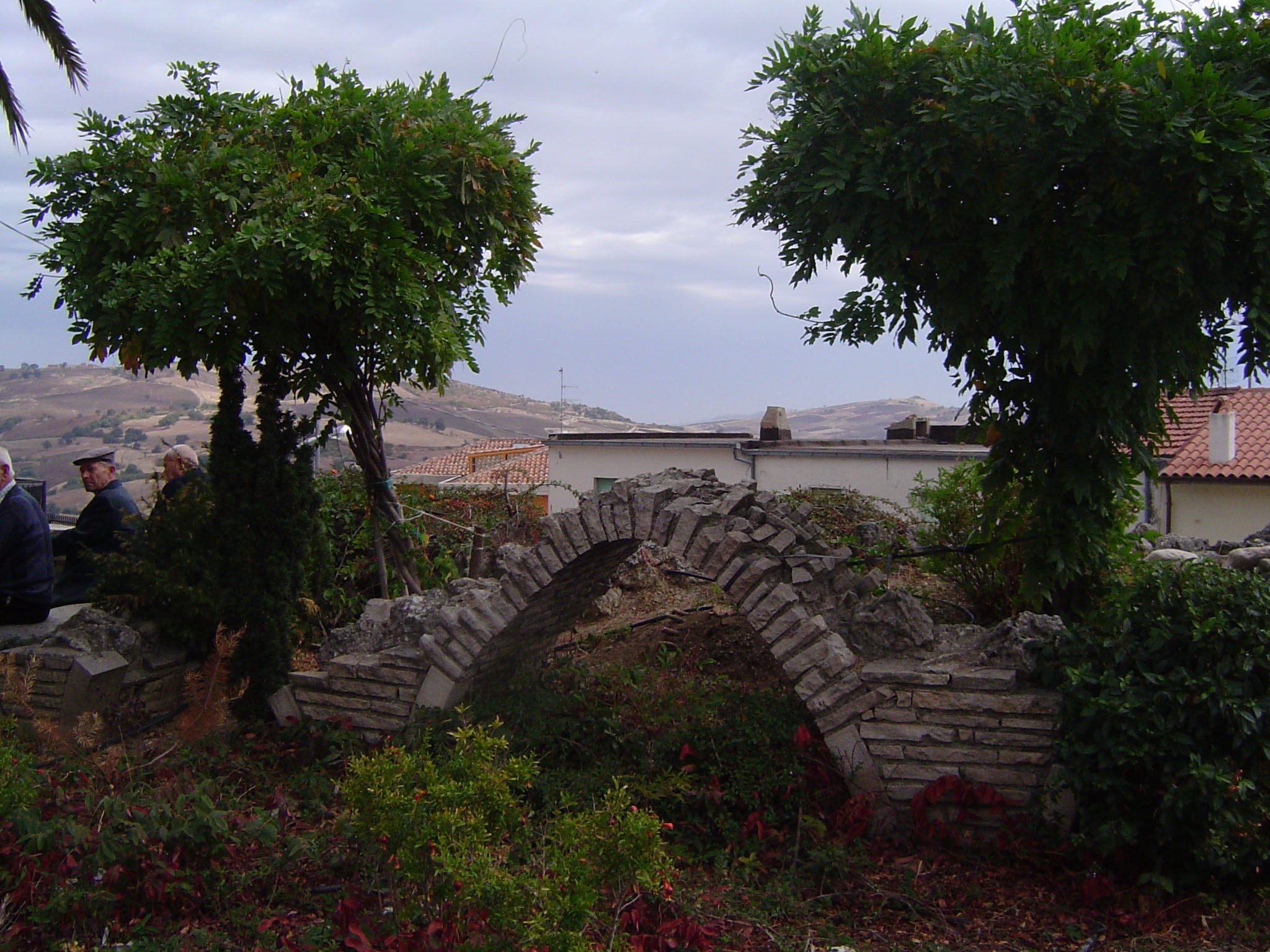
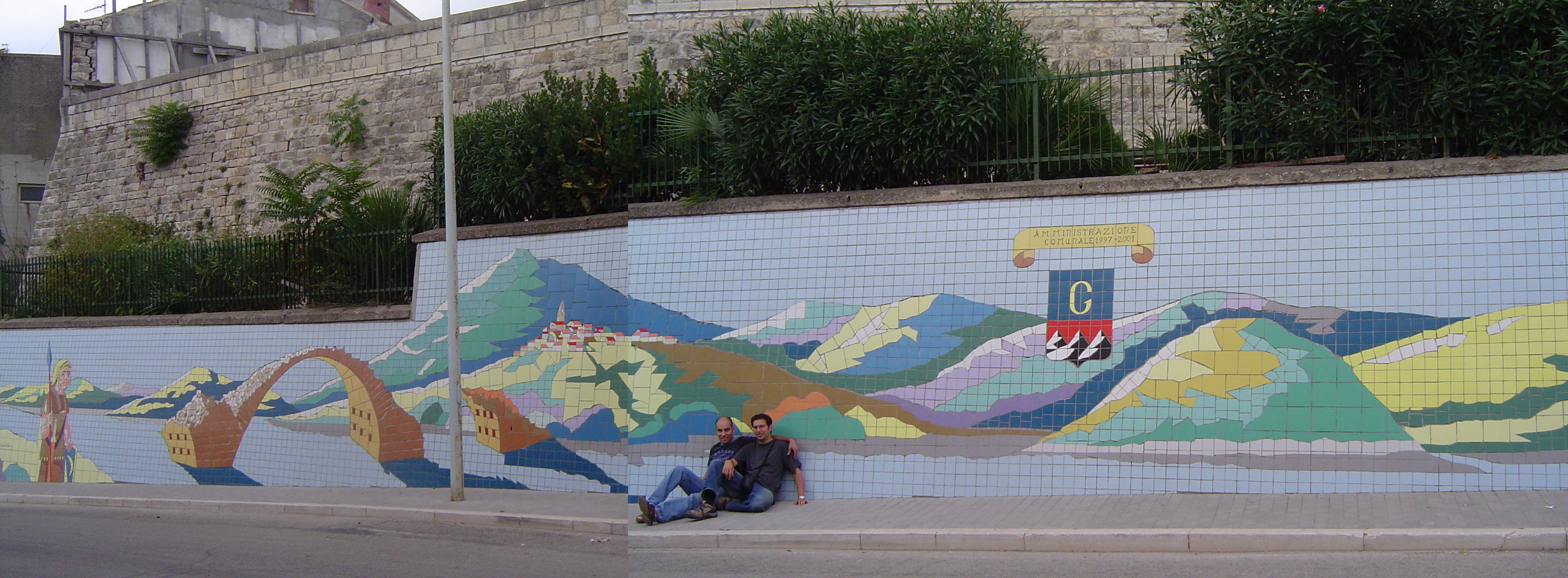